# Clausospicula
Clausospicula Lazarides é um género botânico pertencente à família Poaceae, subfamília Panicoideae, tribo Andropogonea.
O gênero apresenta uma única espécie. Ocorre na Australásia.

## Espécie
- Clausospicula extensa Lazarides